# Johnny Test
Ne doit pas être confondu avec Jonny Quest.
Johnny Test est une série télévisée d'animation américano-canadienne en 137 épisodes de 21 minutes créée par Scott Fellows et diffusée d'abord à partir du 17 septembre 2005 dans le programme Kids' WB, sur la plupart des stations du réseau The WB.
Elle est intronisée sur Cartoon Network UK le 12 janvier 2006 en guise d'annonce du Jungle Saturdays Block, puis le 5 juin 2006, en segment entier.
Elle débute au Canada en français le 2 septembre 2006 sur Télétoon et en anglais le 8 septembre 2006 sur Teletoon.
La série continue sa diffusion sur Kids' WB avec deux saisons supplémentaires du 26 octobre 2006 au 1er mars 2008. La série est toujours diffusée aux États-Unis sur Cartoon Network, en date de 2008.
En France, la série a été diffusée sur Cartoon Network, Nickelodeon, Gulli France 3 dans les émissions Ludo, Bunny Tonic et Boing. D'autres diffusions internationales incluent, Nickelodeon Allemagne, Nickelodeon Pays-Bas, Disney Channel Espagne, Disney XD Pologne. Disney XD Scandinavie, et Cartoon Network Amérique latine, et dans d'autres pays comme en Hongrie, en Roumanie, au Danemark, en Belgique, en Irlande, en Inde et en Suède.
Au Canada, les 6 saisons, qui appartenaient à Télétoon, sont acquises par Netflix en 2019. La série est disponible en anglais et en version québécoise (saisons 1 à 4 seulement pour la VQ).
Le 6 mai 2020, WildBrain a confirmé que la série avait été reprise par Netflix pour deux saisons et un ensemble spécial interactif de 66 minutes pour une sortie en 2021, avec le retour de Fellows en tant que showrunner et producteur exécutif. La première des deux saisons est sortie le 16 juillet 2021.

## Synopsis
Johnny est le plus jeune membre de la famille Test, constituée de deux sœurs jumelles de 13 ans, Susan et Mary, et de ses deux parents autoritaires, sa mère Lila, une femme d'affaires qui travaille sans relâche jour et nuit, et son père Hugh, obsédé par la propreté et à la préparation de pain de viande. Les sœurs jumelles Test se servent la majeure partie du temps de Johnny en tant que cobaye de leurs nombreuses expériences et inventions (d'où leur nom de famille Test) dans leur laboratoire doté d'une technologie sophistiquée, avec laquelle elle tente la plupart du temps de séduire leur voisin, Gil.
Johnny est un jeune garçon blondinet trouble-fête et souvent malchanceux, qui représente un problème pour sa propre ville, et est souvent accompagné par son animal de compagnie et chien anthropomorphe parlant (et bavard), Dukey, un chien bâtard à qui Susan et Mary ont attribué une intelligence humaine et la capacité de parler. Du fait que Johnny ait Susan, Mary, et Dukey à ses côtés, il pense vivre un rêve éveillé que chaque enfant voudrait vivre. Il est hyperactif et fait souvent mauvais usage des inventions de ses sœurs, causant ainsi le trouble et le chaos. Johnny peut être considéré naïf, bien que parfois manipulateur pour obtenir les inventions qu'il désire de par ses deux sœurs. Johnny déteste l'école et n'y travaille pas souvent. L'ennemi juré de Johnny se nomme Eugene « Bling-Bling Boy » Hamilton, un rival des sœurs Test. Il est amoureux de Susan, qui ne partage réciproquement pas ses sentiments et qui n'éprouve aucun intérêt pour lui.

## Développement

### Origines
Le 16 février 2005, un nouveau créneau horaire est annoncé pour le programme 2005-2006 de Kids' WB, diffusé sur le réseau télévision The WB, en plus de nouvelles séries comme Yu-Gi-Oh!, Pokémon, Batman et Xiaolin Showdown, notamment. Johnny Test est également annoncé dans le programme. La série est créée et produite par Scott Fellows, le créateur de deux séries live-action diffusées sur la chaîne télévisée Nickelodeon intitulées Ned ou Comment survivre aux études et Big Time Rush, et a également servi en tant que scénariste des séries Mes parrains sont magiques et Rudy à la craie. La série est diffusée pour la première fois le 17 septembre 2005 le samedi matin sur Kids' WB parmi d'autres émissions comme Les Loonatics et Coconut Fred's Fruit Salad Island.
Au fur et à mesure de la progression de la série sur Kids' WB (la première saison seulement), un accueil positif à la série, ainsi qu'une bonne audience, sont aperçus. Par ordre, la série est classée à la première place la première semaine chez les filles âgées de 2 à 11 ans, à la deuxième place la deuxième semaine chez les enfants âgés entre 2 et 11 ans, à la troisième place la troisième semaine chez les filles âgées entre 6 et 11 ans, puis à la troisième place la quatrième semaine chez les enfants âgés entre 6 et 11 ans. 2,6 millions de téléspectateurs sont recensés durant chaque épisode pendant la deuxième saison ; 3,1 millions pour la troisième saison, et 4,3 millions pour la quatrième aux États-Unis.
La série est développée à la télévision par Aaron Simpson (en), avec un court épisode pilote produit par Simpson avant que ce dernier ne soit développé en une série complète diffusée sur Kids' WB. La série est animée via Adobe Flash, mais retient le même scénario. Le design original est créé par Matt Danner et Marc Perry et plus tard retravaillé par le producteur Chris Savino et le directeur artistique Paul Stec. Fellows, le créateur de la série, a attribué au principal petit protagoniste sa perception de lui-même, sa vie en tant que jeune garçon, en plus de ses deux sœurs, Susan et Mary, inspirées de ses deux sœurs dans la vraie vie. Dans l'épisode pilote original et premières diffusions, Dukey était nommé « Poochie ».

### Production
Le reste de la première saison est produit en interne par Warner Bros. Animation, mais vu que cette série est une coproduction américaine et canadienne, une partie de la production d'animation est confiée aux studios d'animation canadiens Studio B Productions et Top Draw Animation, ainsi qu'à la société de production sud-coréenne Digital eMation, qui a également fourni le générique de début original, et à Atomic Cartoons (en) qui s'est principalement occupé du storyboard ; de nombreux scénaristes et dessinateurs de la série appartenant à la branche des studios Cartoon Network et Nickelodeon, ainsi que des chaînes WB, Walt Disney Television Animation et DiC Entertainment, ont participé à la fondation de l'émission dont Chris Savino, Marc Perry, Paul Stec, Matt Danner, Joe Horn, Mike Kazaleh, Brian Larsen, Jun Falkenstein, Scott Shaw!, Nora Johnson, Milton Knight, Ray Leong, Chris Battle, Casey Mitchum, Pat Ventura, John Derevlany, J.C. Cheng, Aliki Theofilopoulos, George Cox III, Frederick J. Gardner III, Allan Penny, Justin Schultz, Christopher D. Lozinski, Dane Taylor et Rita Cooper. La musique d'ouverture originale a été composée et produite par Kevin Manthei (en), en compagnie du créateur Scott Fellows qui s'est occupé des paroles de la chanson. Le doublage original est fourni par Voicebox Productions, Inc., et dirigé par Terry Klassen ; cependant, à la suite de coupes budgétaires, le double est restreint. Cookie Jar Entertainment, une autre société localisée au Canada, décide de prendre le contrôle de la production de la série. À la suite de ce changement, l'équipe originale de la série est contrainte de laisser la place à une nouvelle équipe. En conséquence, le budget de la série a été dramatiquement limitée, ce qui a mené les deuxième et troisième saisons à être animées via Adobe Flash par Collideascope Digital Productions.
Différents thèmes d'ouverture ont été produits pour la deuxième saison, ainsi que pour la troisième et encore une fois à la fin de la dernière saison. Le 1er mars 2008, deux épisodes de Johnny Test sont diffusés et sont prévus pour être les derniers en diffusion ; cependant, James Arnold Taylor annonce une quatrième saison. Cette quatrième saison est animée chez Atomic Cartoons avec l'assistance de Seventoon Inc. et Philippine Animators Group Inc., sociétés localisées aux Philippines. La société est finalement diffusée en haute-définition sur Télétoon le 10 septembre 2009 et sur Cartoon Network aux États-Unis le 9 novembre 2009. Le 24 août 2010, une cinquième saison de Johnny Test est annoncée. Comme pour la quatrième saison, elle contiendrait 26 épisodes, dont un 27e pour finir ; cette nouvelle amène un total de 92 épisodes à la série. La cinquième saison est diffusée sur Cartoon Network en Amérique le 13 juin 2011. À la cinquième saison, Trevor Devall devient la nouvelle voix originale de Dukey, menant Louis Chirillo à quitter définitivement le doublage. De nombreux téléspectateurs se sont plaints de ce changement via les réseaux sociaux comme YouTube, car cette nouvelle voix ne ressemblait en rien à la voix originale.
La diffusion d'une quatrième saison débute le 10 septembre 2009, et sur Cartoon Network aux États-Unis le 9 novembre 2009. Comme révélé le 24 août 2010, une cinquième saison est diffusée à partir du 13 juin 2011. Le 12 mars 2012, Cookie Jar Entertainment révèle une sixième saison avec le développement de 26 épisodes de 52 segments amenant la série à un total de 117 épisodes. De plus, des débats se font pour le développement d'un long-métrage animé basé sur le dessin-animé.

## Distribution

### Voix originales
- James Arnold Taylor : Johnny Test, Hank Anchorman, Principal Jules Harm, Mr. Mittens, Bee Keeper, Dark Vegan
- Louis Chirillo : Dukey, Mr. Henry Teacherman, Brain Freezer (2005-2011)
- Trevor Devall : Dukey, Mr. Henry Teacherman (2011-2014)
- Maryke Hendrikse : Susan Test, Jillian Vegan
- Brittney Wilson : Mary Test, Sissy Blakely (2005-2006 & 2011-2012)
- Ashleigh Ball : Mary Test, Sissy Blakely, Missy (2006-2011 & 2013-2014)
- Ian James Corlett : Hubert « Hugh » Test
- Kathleen Barr : Lillian « Lila » Test, Janet Nelson Jr., Blast Ketchup
- Bill Mondy : Mr. Black, Brain Freezer
- Scott McNeil : Mr. White, Zizrar, Bumper Randalls
- Andrew Francis : Gil Nexdor, Tim Burnout
- Lee Tockar : Eugène « Bling-Bling » Hamilton, General, Mayor Howard, Mr. Wacko, Montague, Albert
- Richard Newman : Professor Slopsink

### Voix québécoises
- Hugolin Chevrette-Landesque : Johnny Test
- François Sasseville : Dukey
- Aline Pinsonneault : Susan Test
- Claudia-Laurie Corbeil : Mary Test
- Viviane Pacal : Lila Test
- François Godin : Hugh Test
- Benoit Éthier : Gil
- Alain Sauvage : Agent Black
- Tristan Harvey : Agent White

 Source et légende : version québécoise (VQ) sur Doublage.qc.ca

## Personnages

### Personnages principaux
- Johnathan « Johnny » Test : Le protagoniste de la série. Johnny est un garçon de onze ans, il a des cheveux enflammés et des yeux bleus. Comme les préadolescents de son âge, il est espiègle et casse-cou et adore les parties de jeux vidéo avec son chien Dukey. C'est le frère de Susan et Mary et leur pique souvent leurs inventions pour en tirer son avantage. Il porte habituellement une chemise bleue ouverte sur un t-shirt noir avec un motif radioactif, un pantalon kaki et une montre noire avec une visière verte qu’il n’utilise presque jamais. Il est tout le temps aidé de son chien Dukey dans ses incroyables aventures. Les passions de Johnny sont les jeux vidéos, le skateboard, le sport et faire des farces
- Dukey : Dukey est le chien de la famille Test et le meilleur ami de Johnny. Il sait parler et a les mêmes goûts que Johnny. Plus raisonnable et vigilant que celui-ci, il est parfois réticent à partir à l'aventure mais accepte toujours dès qu'il y a de l'action. C'est un chien aux poils marrons.
- Susan et Mary Test : Susan et Mary sont les sœurs jumelles de Johnny. Elles sont rousses, portent tous deux des lunettes et sont très très intelligentes. En effet, elles ont créé un laboratoire dans leur maison où elles inventent toutes sortes d'objets ou font d'étranges expériences. Les deux sœurs s'entendent bien avec leur frère, même si ce dernier leur emprunte souvent leurs créations pour partir à l'aventure. Elles sont toujours habillées d'une blouse blanche, mais ont des lunettes de forme différente et des coiffures différentes. L'une se vêtit toujours en t-shirt jaune et jean (Mary) et l'autre en t-shirt bleu et jupe noire (Susan). Elles sont toutes les deux amoureuses de leur voisins Gil (qui ne connait même pas leurs prénoms), ce qui les font souvent se disputer car souvent il y en a une qui dit « Quand je serai grande je me marierai avec Gil » et l'autre réplique « Non c'est moi » et cela finit en bagarre. Susan est méchante contrairement à sa sœur Mary qui est plus gentille.
- Eugène Hamilton (alias Bling Bling Boy) : Bling Bling est l'un des ennemis jurés de Johnny. Capricieux et égocentrique, il possède un laboratoire comme celui de Susan et Mary, mais en étant cependant plus génial que celui des sœurs Test. Justement, il est fou amoureux de Susan et essaie toujours de la séduire ou de l'impressionner, mais celle-ci prétend le détester et préfère Gil, son voisin. Bling Bling a horreur d'être appelé par son prénom : Eugène.

### Personnages secondaires
- Gil : Le beau voisin des Test, dont Susan et Mary sont folles amoureuses depuis longtemps. Malheureusement pour elles, Gil ne les remarque jamais, mais remarque toujours Johnny, en lui disant à chaque fois qu'il le croise : « Salut Johnny ! ».
- Bumper : Élève de l'école de Johnny qui torture les élèves, y compris Johnny, qui est sa victime préférée. Il semble aussi avoir un côté sensible.
- Sissy : C'est une fille blonde rougemotif éclair qui est dans la même classe que Johnny. Elle a les mêmes goûts que Johnny et elle est une grande skateuse. Elle se moque souvent de Johnny et est très prétentieuse, mais elle aime Johnny plus qu'elle ne veut le croire.
- Hubert « Hugh » Test : C’est le père de Johnny, Susan et Mary. Il n'arrête pas de leur lancer des punitions, comme par exemple « Johnny, si tu ne fais pas ceci avant l'heure du repas, tu es puni pour toute la vie ». Il fait le même cas avec les deux sœurs. Justement, il les punit souvent à cause de leurs inventions farfelues. Et il fait souvent un ragoût peu ragoutant.
- Lila Test : C’est la mère de Johnny, Susan et Mary. Elle est souvent occupée avec le travail.
- Les agents Black & White : Ce sont des agents de guerre, dotés d'un uniforme noir, et l'un a la peau noire (M. White) alors que l'autre a la peau blanche (M. Black). Ils sont responsables, mais pas très matures. Quand Johnny est pris avec une invention de ses sœurs, Black et White les aident à se sortir du pétrin.
- L'instituteur : Le professeur de Johnny. Il est toujours sur le dos de celui-ci. Très autoritaire, il passe son temps à enguirlander ses élèves et leur donne une pile de devoirs à faire.
- Lolo : Le singe femelle domestique des sœurs Test, qu'elles utilise comme rat de laboratoire. Elle joue aussi avec Johnny et Dukey.
- Le refroidisseur de cerveau : un méchant qui déteste Johnny X et Super Dukey, parce qu'ils sabotent ses plans diaboliques. Ses armes sont des canons réfrigérants.
- Wacko : psychopathe détestant tous les enfants, c'est un fabricant de jouets taré qui conçoit des jouets maléfiques pour se débarrasser des enfants de Porkbelly et pour les entendre pleurer.
- M. Grosse-pattes : chat qu'une formule identique à celle qui a donné la parole à Dukey a rendu psychopathe. Son objectif est de transformer tous les habitants de la Terre en chats.
- Dark Vegan : Méchant végétarien qui, une fois après les avoir découverts, adore les toasts. Il vit sur Vegandon et pompe les ressources des autres planètes (eau, végétation, faune...) pour que la sienne soit parfaite.
- Zizrag, le roi des taupes : Le roi des taupes est leur souverain et il a des idées... farfelues (conquérir la terre pour avoir tout le soda du monde, ou tous les livres...).
- L'apiculteur : son costume de méchant apiculteur cache en fait un fabricant de friandises au miel qui veut se venger des enfants qui n'achètent que des sucreries mauvaises pour la santé. Il cherchera à détruire Johnny jusqu'à ce que celui-ci instaure un jour de distribution de bonbons au miel, et l'apiculteur jouera le rôle de distributeur.
- Le général : général de Black et White. Malgré son grade très haut il est quelque peu stupide...
- Johnny X et Super Dukey : Les alter égo super-héros de Johnny et Dukey.

## Média

### Jouets
Cookie Jar s'est autre fois affilié avec les restaurants CKE pour offrir un jouet promotionnel Johnny Test dans leurs restaurants Carl's Jr. et Hardees (en) aux États-Unis et au Mexique. Cette campagne publicitaire a débuté le 10 juin 2010 jusqu'au 24 août 2010, avec la présentation de Johnny Test par Carl's Jr. sous le thème du football au Mexique, en même temps que la coupe du monde de football de 2010,.

### DVD
Le 4 janvier 2011, il est annoncé que Mill Creek Entertainment a acquis les droits de la série sous la licence Cookie Jar Entertainment. La société commercialise les deux premières saisons le 15 février 2011 dans un coffret 3 DVD. Les saisons 3 et 4 sont commercialisées le 13 septembre 2011 dans un coffret 4 DVD.

### Jeux vidéo
Le 21 janvier 2010, un autre partenariat s'effectue entre Cookie Jar Entertainment avec, cette fois-ci, le développeur d'applications mobiles Jirbo qui mènera au développement des jeux vidéo Johnny Test disponible via iTunes, gratuitement et pour 0,99 $, sur iPhone, iPod Touch et iPad. Le premier jeu, Johnny Test: Clone Zapper, retrouve Johnny Test et Dukey engagés dans une lutte contre des clones à l'effigie de Johnny qu'ils accidentellement créé,. En 2011 sort Johnny Test sur Nintendo DS, seul jeu basé sur la série sorti sur console.

### Émission
Johnny Test a été diffusé sur Kids' WB! par le câblo-opérateur. En Espagne, il a été diffusé sur Disney Channel, Disney XD et Boing